# Ö3 Austria Top 40
Ö3 Austria Top 40 — офіційний австрійський чарт синглів. Чарт оновлюється кожної п'ятниці на «Hitradio Ö3». Прем'єра першого опублікованого чарту відбулась 26 листопада 1968. Першим номером один стала пісня Кліффа Річарда — «Das ist die Frage aller Fragen». Пісня DJ Ötzi, «Anton aus Tirol», протрималась на чарті найдовший час.
На телебаченні чарти транслює Musikmarkt і go tv.

## Презентатори

### Disc Parade
- Ернст (Ernst Grissemann)
- Руді Клауснітзер (Rudi Klausnitzer)

### Die Großen 10 von Ö3
- Руді Клауснітзер (Rudi Klausnitzer)
- Ганс Леітінгер (Hans Leitinger)

### Pop-Shop
- Ганс Леітінгер (Hans Leitinger)

### Hit wähl mit
- Ганс Леітінгер (Hans Leitinger)
- Удо Габер (Udo Huber)

### Die Großen 10
- Удо Габер (Udo Huber)

### Ö3 Top-30
- Удо Габер (Udo Huber)

### Ö3 Austria Top 40
- Удо Габер (Udo Huber)
- Мартіна Каузер (Martina Kaiser)
- Меттгіас Еулер-Ролле (Matthias Euler-Rolle)
- Густав Ґьотз (Gustav Götz)